# Jean Bauchet
Jean Georges Bauchet est gérant et propriétaire d'établissements de jeux et de spectacles, né à Berles-au-Bois le 27 septembre 1906, et mort à Beaubec-la-Rosière le 2 octobre 1995.

## Biographie
Jean Bauchet a commencé une carrière d'artiste comme danseur acrobatique avant de se lancer dans la chansonnette au Moulin-Rouge, sans grand succès. En 1941, il est le partenaire athlétique de la chanteuse Odette Moulin. Il présente aussi un numéro athlétique baptisé « l'enclume » mettant en valeur sa musculature. Les Allemands, intéressés par ce type de spectacle, lui ont demandé de faire une tournée en Allemagne. Il a accepté à condition de pouvoir emporter un jambon pour se nourrir dans lequel il avait caché un poste de radio pour informer les Alliés.
Il se marie en 1942 avec Jeanne Henriette Prodel (1919-2014).
Après la Seconde Guerre mondiale il a reçu l'autorisation d'exploiter des jeux de billard qui ont été à l'origine de sa fortune. Il a racheté le Wepler,. Il dirige le Casino de Paris. Joseph et Louis Clerico ont acheté le Lido en 1946 puis le Moulin-Rouge, en 1955. Jean Bauchet en assume la direction.
Dans les années 50, Jean Bauchet et son épouse décident de créer un établissement particulier à Marrakech, le palace Es Saadi dans un parc. Il a créé le casino de Beyrouth.
En 1963, il reprend le casino de Forges-les-Eaux et le dirige avec sa femme jusqu'en 1983. En 1976, il dirige le théâtre du Châtelet avant qu'il dépose le bilan en 1979.
Jean Bauchet achète le Casino de Paris au bord de la faillite en 1976, à la demande de Line Renaud et son mari Loulou Gasté,. Le Casino de Paris ferme ses portes le 5 janvier 1980 à la suite de déboires financiers.
Jean Bauchet et sa femme Henriette Bauchet sont inhumés au cimetière de Montmartre (division 29).